# GP Ouest France-Plouay 2015
El GP Ouest France-Plouay 2015, 79a edició del GP Ouest France-Plouay, és una cursa ciclista que es disputà el 30 d'agost de 2015 pels voltants de Plouay, a la Bretanya. Es disputen 8 voltes a un circuit de 26,9 km i una a un de 13,9 km, per completar un total de 229,1 km.
La cursa fou guanyada pel noruec Alexander Kristoff (Team Katusha), que s'imposà a l'esprint a l'italià Simone Ponzi (Southeast) i al lituà Ramūnas Navardauskas (Cannondale-Garmin).

## Equips participants
Els 17 equips de l'World Tour són presents a la cursa, així com set equips continentals professionals: CCC Sprandi Polkowice, Cult Energy, Bretagne-Séché Environnement, Cofidis, Team Europcar, Southeast i Wanty-Groupe Gobert.

## Classificació final
| #  | Ciclista                   | Equip                        | Temps      | Punts UCI |
| -- | -------------------------- | ---------------------------- | ---------- | --------- |
| 1  | Alexander Kristoff (NOR)   | Team Katusha                 | 5h 31' 32" | 80        |
| 2  | Simone Ponzi (ITA)         | Southeast                    | m. t.      | -         |
| 3  | Ramūnas Navardauskas (LTU) | Cannondale-Garmin            | m. t.      | 50        |
| 4  | Grega Bole (SLO)           | CCC Sprandi Polkowice        | m. t.      | -         |
| 5  | Jürgen Roelandts (BEL)     | Lotto Soudal                 | m. t.      | 30        |
| 6  | Anthony Roux (FRA)         | FDJ                          | m. t.      | 22        |
| 7  | Armindo Fonseca (FRA)      | Bretagne-Séché Environnement | m. t.      | -         |
| 8  | Wout Poels (BEL)           | Team Sky                     | m. t.      | 10        |
| 9  | Rasmus Guldhammer (DEN)    | Cult Energy                  | m. t.      | -         |
| 10 | Magnus Cort Nielsen (DEN)  | Orica-GreenEDGE              | m. t.      | 2         |

Notes
1. ↑  En ser Ponzi ciclista del Southeast, que no és equip World Tour, no pot sumar punts per a la classificació de l'UCI World Tour.
2. ↑  En ser Boleciclista del CCC Sprandi Polkowice, que no és equip World Tour, no pot sumar punts per a la classificació de l'UCI World Tour.
3. ↑  En ser Fonseca ciclista del Bretagne-Séché Environnement, que no és equip World Tour, no pot sumar punts per a la classificació de l'UCI World Tour.
4. ↑  En ser Guldhammer ciclista del Cult Energy, que no és equip World Tour, no pot sumar punts per a la classificació de l'UCI World Tour.